# Iván Pellicer
Iván Pellicer (Múrcia, 1 de febrer de 1997) és un actor espanyol conegut per la seva actuació en la sèrie de Netflix Sagrada familia i en la pel·lícula slasher El club de los lectores criminales (2023).

## Biografia
Iván Pellicer va néixer en Múrcia al febrer de 1997. Abans de la seva majoria d'edat, es va mudar a Madrid amb la seva mare per a continuar els seus estudis en batxillerat, i en complir els 18 es va apuntar per a estudiar interpretació en el centre Juan Codina. El 2018, dos anys després de mudar-se a Madrid, va realitzar el seu primer paper en la sèrie de Televisió Espanyola Fugitiva, interpretant a Rubén Guzmán Escudero, el fill del personatge de Paz Vega. Aquest mateix any va participar en la pel·lícula Ánimas, dirigida per Laura Alvea i José F. Ortuño, en la que va ser el protagonista.
En els posteriors anys va participar en diversos curtmetratges: A ninguna parte (2020) de Manuel Manrique, El joven Diego (2021) d’Osama Chami i Enrique Gimeno, Matar a la madre (2022) d’Omar Ayuso  i Inútil (2022) de Raquel Guerrero. El 2021 també va participar en Élite: historias breves als episodis de la historieta «Patrick» i com a recurrent a la sèrie de Movistar+ Paraíso com a Marqués, en la qual va repetir el seu paper en la seva segona temporada, estrenada en 2022.
A finals de 2022 va protagonitzar la sèrie de Netflix Sagrada familia amb el personatge d’Abel, al costat de Najwa Nimri, Álex García i Carla Campra, entre d'altres, que va ser renovada per una segona temporada. . El 2023 va estrenar la pel·lícula El club de los lectores criminales, un slasher que va protagonitzar al costat d’Álvaro Mel i Veki Velilla per Netflix. Al maig de 2024 va estrenar en cinemes la pel·lícula Disco, Ibiza, Locomía, biopic del grup dels 80 Locomía en la que interpreta a Manuel Arjona.

## Filmografia

### Televisió
| Any       | Títol                   | Personatge                     | Notes                                   |
| --------- | ----------------------- | ------------------------------ | --------------------------------------- |
| 2018      | Fugitiva                | Rubén Guzmán Escudero          | Elenc principal; 9 episodis             |
| 2021      | Élite: historias breves | Beni                           | Elenc principal (minisèrie); 3 episodis |
| 2021–2022 | Paraíso                 | El Marqués                     | Elenc recurrent; 5 episodis             |
| 2022–2023 | Sagrada familia         | Abel Martínez / Eduardo Santos | Elenc principal; 16 episodis            |
| 2024      | Querer                  | Jon Gorosmendi                 | Elenc principal (minisèrie); 4 episodis |

### Cinema
| Any  | Títol                              | Paper                   | Notes        |
| ---- | ---------------------------------- | ----------------------- | ------------ |
| 2018 | Ánimas                             | Abraham                 |              |
| 2020 | A ninguna parte                    | Miguel                  | Curtmetratge |
| 2021 | El joven Diego                     | Diego                   | Curtmetratge |
| 2022 | Matar a la madre                   | Noa                     | Curtmetratge |
| 2022 | Inútil                             | Tito                    | Curtmetratge |
| 2023 | El club de los lectores criminales | Fernando «Nando» Aguado |              |
| 2024 | Disco, Ibiza, Locomía              | Manuel Arjona           |              |

## Premis i nominacions
| Any  | Categoria                                | Treball nominat | Resultat | Ref.  |
| ---- | ---------------------------------------- | --------------- | -------- | ----- |
| 2025 | Millor actor de repartiment en una sèrie | Querer          | Pendent  | [ 9 ] |